# Wskaźniki zwrotnicowe

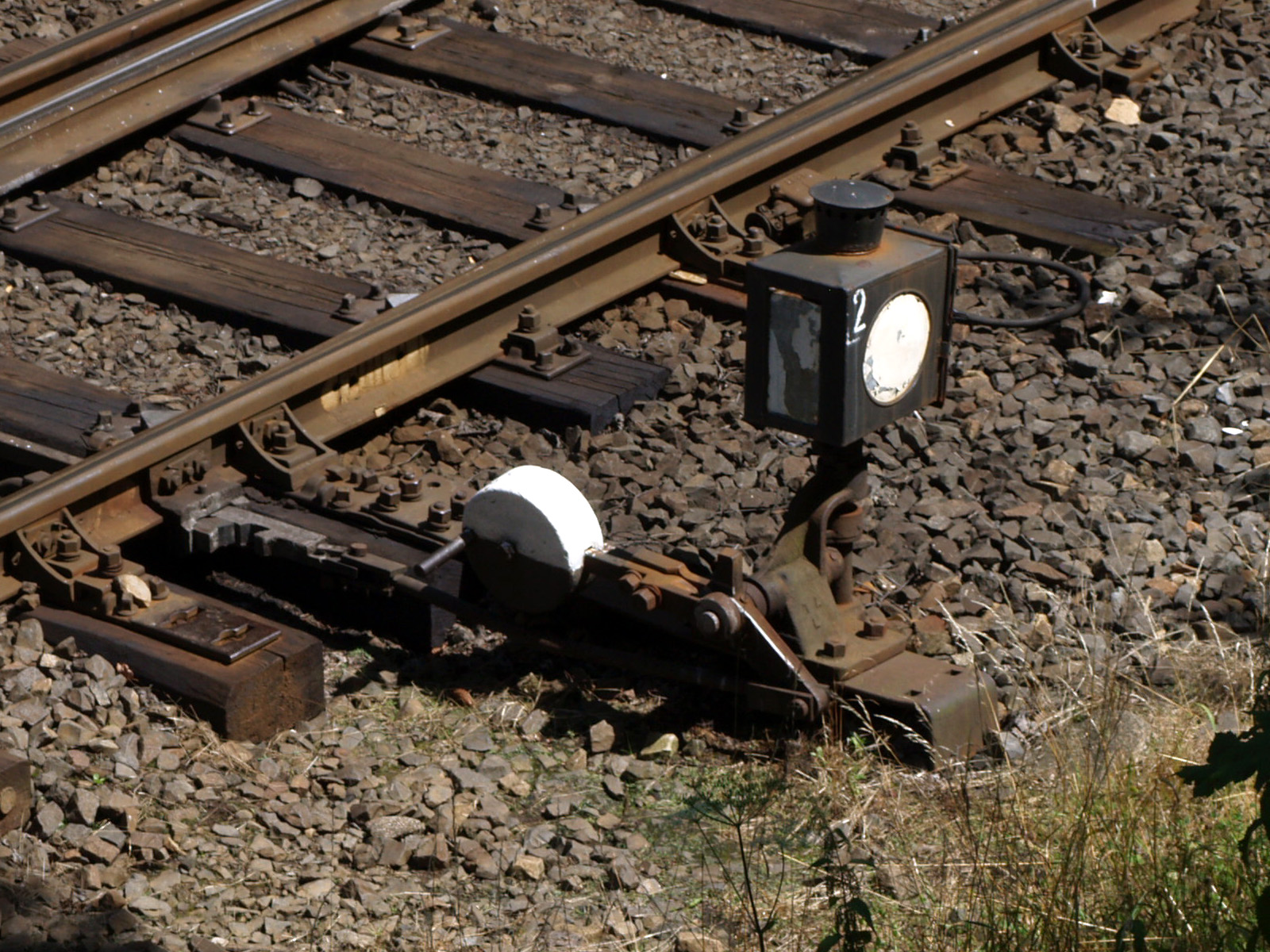
Latarnia wskazująca sygnał Wz1 lub Wz3

Wskaźniki zwrotnicowe (Wz) – wskaźniki używane w sieci kolejowej PKP Polskich Linii Kolejowych oraz pozostałych zarządców infrastruktury kolejowej w Polsce na zwrotnicach, które informują o aktualnym położeniu zwrotnic rozjazdów zwyczajnych, łukowych jedno- i dwustronnych oraz rozjazdów krzyżowych. Wskaźniki te są wykonane w formie mechanicznych czarnych prostopadłościennych latarń z białym mlecznym szkłem, elektrycznych latarń podświetlanych na biało lub w postaci tarcz nieoświetlonych (wówczas zaleca się, by były wykonane z materiału odblaskowego). Wskaźniki zwrotnicowe są takie same w dzień, jak i w nocy .

## Wskaźniki na rozjazdach zwyczajnych, łukowych jedno- i dwustronnych oraz krzyżowych pojedynczych
| Wskaźnik              | Schemat | Interpretacja |
| --------------------- | ------- | --- |
| Wz1 „Jazda naprzód”   |         | Zwrotnica umożliwia jazdę naprzód lub, w przypadku rozjazdów jednostronnych łukowych, w kierunku o większym promieniu łuku dla jazdy na ostrze lub z ostrza.                                                                       |
| Wz2 „Jazda na ostrze” |         | Zwrotnica zwrócona w kierunku innym niż główny kierunek jazdy, w przypadku rozjazdów jednostronnych łukowych – w kierunku o mniejszym promieniu łuku dla jazdy, a w przypadku rozjazdów dwustronnych łukowych – po jednym z łuków. |
| Wz3 „Jazda z ostrza”  |         | Zwrotnica w kierunku zwrotnym, jadąc z ostrza, a w przypadku rozjazdów łukowych jednostronnych – po łuku o mniejszym promieniu. |
| Wz4 „Jazda z ostrza”  |         | Zwrotnica rozjazdu dwustronnego łukowego ustawiona na jazdę z lewej lub z prawej strony (zgodnie ze stroną, na której znajduje się łuk na wskaźniku).                                                                              |

Źródło:  

## Wskaźniki na rozjazdach krzyżowych podwójnych
| Wskaźnik                       | Interpretacja                                                                                          |
| ------------------------------ | --- |
| Wz5 „Jazda po prostej w prawo” | Jazda po prostej z lewego toru (przed rozjazdem) na prawy tor (za rozjazdem).                          |
| Wz6 „Jazda po prostej w lewo”  | Jazda po prostej z prawego toru (przed rozjazdem) na lewy tor (za rozjazdem).                          |
| Wz7 „Jazda po łuku w prawo”    | Jazda po łuku (w tzw. kierunku zwrotnym) z prawego toru (przed rozjazdem) na prawy tor (za rozjazdem). |
| Wz8 „Jazda po łuku w lewo”     | Jazda po łuku (w tzw. kierunku zwrotnym) z lewego toru (przed rozjazdem) na lewy tor (za rozjazdem).   |

Źródło:  

## Zasady ustawiania wskaźników zwrotnicowych
Wskaźniki dotyczące rozjazdów zwyczajnych, krzyżowych pojedynczych, łukowych i skupionych ustawia się obok rozjazdu, na początku każdej zwrotnicy po prawej stronie od toru, patrząc w kierunku jazdy. W przypadku rozjazdów krzyżowych podwójnych wskaźnik ustawia się w środkowej części zwrotnicy. Na stacjach wskaźniki ustawia się po prawej stronie od rozjazdu (patrząc w kierunku jazdy). Na szlakach jednotorowych także ustawia się po prawej od zwrotnicy (dla obu kierunków). W przypadku linii dwu- i wielotorowych na torach skrajnych wskaźniki ustawia się po zewnętrznej stronie, a w przypadku torów wewnętrznych – po prawej stronie od toru .